# Bibliothèque municipale de Zrenjanin
La bibliothèque municipale de Zrenjanin (en serbe cyrillique : Градска народна библиотека Жарко Зрењанин ; en serbe latin : Gradska narodna biblioteka Žarko Zrenjanin) est située à Zrenjanin, dans la province de Voïvodine et dans le district du Banat central, en Serbie. Avec l'ensemble du quartier ancien de la ville, elle est inscrite sur la liste des entités spatiales historico-culturelles de grande importance de la république de Serbie (identifiant no PKIC 48) et, à ce titre, sur la liste des monuments culturels de grande importance.
La bibliothèque, située no 2 Trg slobode (« place de la Liberté »), est dédiée au héros national Žarko Zrenjanin, qui a également donné son nom moderne à la ville.

## Bâtiment

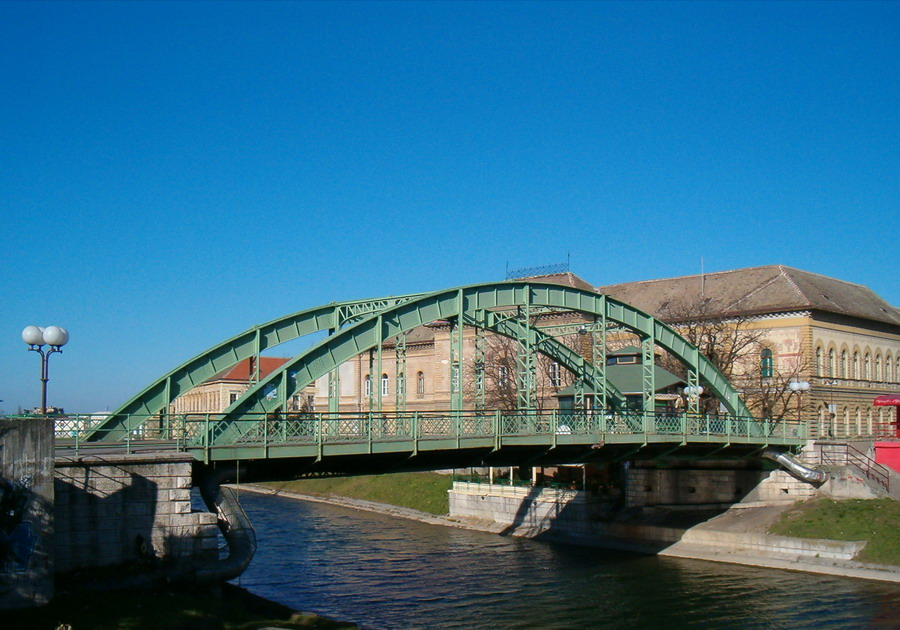
Le petit pont

Le bâtiment de l'actuelle bibliothèque a été construit à la fin du XIXe siècle dans un style néo-Renaissance pour abriter le comité de rédaction du journal Torontal qui appartenait à la famille Brajer. Après la Première Guerre mondiale, son rez-de-chaussée a accueilli la kafana Šoljom qui appartenait à Đorđe Šoljom et, après la Seconde Guerre mondiale, il a été nationalisé. Depuis 1968, il héberge la Bibliothèque municipale publique Žarko Zrenjanin qui, auparavant, se trouvait dans un bâtiment situé sur la rive de la rivière Begej près du petit pont derrière le musée.
L'édifice est conçu comme un bâtiment d'angle, avec une façade frontale accentuée. Le plan d'ensemble est rectangulaire et la façade principale donne sur le Trg slobode. Les façades sont richement décorées d'éléments empruntés au répertoire éclectique ; dans le cas de la bibliothèque domine le style néo-Renaissance, qui se retrouve dans beaucoup de constructions de Zrеnjаnin.